# 산청경찰서
산청경찰서(山淸警察署, Sancheong Police Station)는 경상남도경찰청이 관할하는 경찰서 중 하나이다. 경상남도 산청군 산청읍 중앙로 1에 위치하고 있다.
서장은 총경으로 보한다.

## 기본 정보
- 주소: 경상남도 산청군 산청읍 중앙로 1
- 우편번호: 666-804

## 관할 파출소 및 지구대
산청경찰서는 1개의 지구대와 4개의 파출소를 산하에 두고 있다.
| 명칭       | 사진 | 주소                   | 관할구역                       | 치안센터                               |
| ---------- | ---- | ---------------------- | ------------------------------ | -------------------------------------- |
| 경호지구대 |      | 산청읍 중앙로 34       | 산청읍, 금서면, 오부면, 생초면 | 금서치안센터 오부치안센터 생초치안센터 |
| 신안파출소 |      | 신안면 지리산대로 3477 | 신안면, 생비량면               | 생비량치안센터                         |
| 신등파출소 |      | 신등면 신등가회로 21   | 신등면, 차황면                 | 차황치안센터                           |
| 단성파출소 |      | 단성면 단성목화로 1006 | 단성면                         |                                        |
| 시천파출소 |      | 시천면 덕산대포로 7-2  | 시천면, 삼장면                 | 삼장치안센터                           |

## 같이 보기
- 경상남도지방경찰청